# 글로벌 남편백서 내편, 남편
《글로벌 남편백서 내편, 남편》은 KBS 2TV로 방영된 한국방송공사의 텔레비전 프로그램이며 2015년 8월 26일부터 2016년 3월 23일까지 방송되었다.

## MC
- 정준하
- 장윤정
- 박지윤 (이전 내레이터)
- 컬투 (이전 내레이터)

## 출연자
- 로돌포 파텔라
- 안톤 강
- 바니 에반 바티스타
- 아비셰크 굽타
- 마크 앤클리프
- 로드리고 디아즈
- 알바로 산체스 사무르
- 사토 유키에

### 이전 출연자
- 쉬 샤오밍
- 리 스매더스
- 졸탄 폴 잼버
- 알렌
- 니콜라이 프로토포포프
- 그레고리 드프레즈
- 프랑크 바야만
- 무함마드 사킵

## 시청률
- AGB 닐슨 미디어리서치

| 회차       | 방송 일자        | 전국 시청률(증감치) |
| ---------- | ---------------- | ------------------- |
| 파일럿 1회 | 2015년 6월 25일  | 3.6%                |
| 파일럿 2회 | 2015년 7월 1일   | 4.2%                |
| 1회        | 2015년 8월 26일  | 4.2%                |
| 2회        | 2015년 9월 2일   | 3.9%                |
| 3회        | 2015년 9월 9일   | 4.7%                |
| 4회        | 2015년 9월 16일  | 3.9%                |
| 5회        | 2015년 9월 23일  | 3.8%                |
| 6회        | 2015년 9월 30일  | 3.9%                |
| 7회        | 2015년 10월 7일  | 3.2%                |
| 8회        | 2015년 10월 14일 | 5.4%                |
| 9회        | 2015년 10월 21일 | 3.8%                |
| 10회       | 2015년 10월 28일 | 4.2%                |
| 11회       | 2015년 11월 4일  | 5.3%                |
| 12회       | 2015년 11월 11일 | 4.8%                |
| 13회       | 2015년 11월 18일 | 4.7%                |
| 14회       | 2015년 11월 25일 | 4.5%                |
| 15회       | 2015년 12월 2일  | 5.3%                |
| 16회       | 2015년 12월 9일  | 4.0%                |
| 17회       | 2015년 12월 16일 | 4.3%                |
| 18회       | 2015년 12월 23일 | 3.9%                |
| 19회       | 2016년 1월 6일   | 4.4%                |
| 20회       | 2016년 1월 13일  | 4.5%                |
| 21회       | 2016년 1월 20일  | 4.5%                |
| 22회       | 2016년 1월 27일  | 3.8%                |
| 23회       | 2016년 2월 3일   | 4.0%                |
| 24회       | 2016년 2월 24일  | 5.3%                |
| 25회       | 2016년 3월 2일   | 6.2%                |
| 26회       | 2016년 3월 9일   | 4.9%                |
| 27회       | 2016년 3월 16일  | 3.9%                |
| 28회       | 2016년 3월 23일  | 4.2%                |

## 같이 보기
- 러브 인 아시아
- 삼청동 외할머니
- 헬로! 이방인
- 글로벌 아빠 찾아 삼만리
- 다문화 고부 열전
- 미녀들의 수다
- 이웃집 찰스
- 비정상회담
- 어서와~ 한국은 처음이지?
- 대한외국인
- 남의 나라 살아요 - 선 넘은 패밀리